# Манеж Пражского Града
Манеж Пражского Града (чеш. Jízdárna Pražského hradu или Hradní jízdárna) — историческое здание около Пражского Града напротив входа в Королевский сад. К манежу также относится двор с конюшнями и помещение для разведения фазанов, построенное Рудольфом II в 1600 году.
Современное тяжеловесное здание 92 х 40 метров было построено в 1694 году по указу Леопольда I по проекту архитектора Жан-Батиста Матея на месте прежней постройки 1572 года, которая была меньше. Сейчас на фасаде недостаёт герба империи, в виде орлицы, который был убран при одной из реконструкций.
В 1760 году был пожар, при реконструкции была заменена крыша, которая сохранилась до сих пор.
Манеж функционировал всего 103 года, следующие 150 лет он использовался как склад. В 1948—49 годах чешский архитектор Павел Янак провел реконструкцию здания. Планировалось, что здание будет выставочным залом, хотя Янак рассчитывал на многофункциональность. Поэтому вместо старых маленьких окон с высокими парапетами он спроектировал большие, открывающие новый вид на Град, открывающие пространство к террасе. Это в целом является плюсом, но для экспозиции скорее минусом.
Тем не менее, по техническим параметрам помещение оставляло желать лучшего. Поэтому в 2006—07 годах было снова произведена реконструкция по проекту Ладислава Лабуса.
- Двор манежа